# Osuđeni (1987.)
Osuđeni, hrvatski dugometražni film iz 1987. godine.